# Édouard Lucas

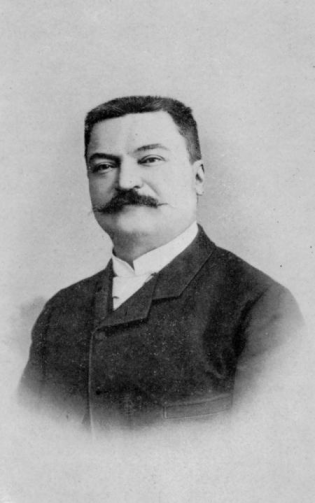
Édouard Lucas
(1842-1891)

François Édouard Anatole Lucas (ur. 4 kwietnia 1842 w Amiens, zm. 3 października 1891 w Paryżu) – francuski matematyk.

## Życiorys
Studiował w Ecole Normale Superieure w Paryżu, służył w armii francuskiej i był profesorem matematyki w Paryżu. W pracy naukowej zajmował się algebrą. Od jego nazwiska nazwano ciąg Lucasa.
Badał ciąg Fibonacciego i podał wzór na n-ty wyraz ciągu. Opracowywał metody testowania pierwszości liczb (Test Lucasa-Lehmera).
Interesował się rozrywkowymi zastosowaniami matematyki. W 1883 roku wymyślił grę zwaną Wieże Hanoi, którą rozprowadzał pod pseudonimem N.Claus de Siam (anagram od Lucas d'Amiens).